# 世界バレーTV Val!
世界バレーTV Val!（せかいバレーティービー ヴァル）は、TBSで2006年4月13日（14日未明）より12月1日（2日未明）まで、毎週金曜深夜（土曜未明）1:25～1:55に放送された番組。

## 番組概要
2006年10月31日から12月3日まで日本で開催される、2006年世界バレーを応援する番組。当初は木曜深夜（金曜未明）の放送であったが、10月からは金曜深夜（土曜未明）に移動した。
2006世界バレーのマスコットはVal-kun（ヴァルくん）、番組のマスコットはTBSマスコットのBooBo（ブーブ）がバレーボールのユニフォームを着たVolleyBoo（バレブー）。
世界バレー閉幕と同時に当番組も終了。その後この枠では2007年世界陸上競技選手権大会の関連番組（2006年12月中は「世界陸上ナビ」、2007年1月12日より「世界陸上ついに大阪上陸〜秋吉&中井のWe Loveアスリート」）が放送されることになり、TBS系スポーツイベント同士で枠の継承がなされた。

## 出演者

### 世界バレー開幕前
- 初回より
  - 眞鍋かをり
  - 川合俊一
  - 中田久美(現女子代表監督)
  - パトリック・ハーラン（パックンマックン）
  - 小林麻耶（当時TBSアナウンサー、バレーボールのユニフォームを着て出演）
  - 山縣苑子（「ちょい陸」のコーナーのみ）
- 9月14日より
  - WaT(ウエンツ瑛士・小池徹平)

### 世界バレー開幕後について
- それぞれ解説・応援・取材等があり、開幕前のように出演者全員は揃わなかった。
- 女子バレー開催時は、眞鍋かをりと解説者（川合俊一または中田久美）の2人で放送していたが、男子バレー開催時は全編VTRで出演者はなし。
- 最終回も全編VTRで出演者はいなかった。また、VTRも以前放送されたものと重複するものが多かった。この番組は世界バレー開幕までのPR番組であったため、開幕後は規模が縮小されたといえる。

## 番組内容（コーナー）

### 世界バレー開幕前
- 国内外の選手・チームのドキュメント・インタビュー
- 全日本応援プロジェクト
- ゴッツ便り（石島雄介選手（あだ名は「ゴッツ石島」）の近況報告）

石島選手と眞鍋かをりは番組上では付き合っている設定で、眞鍋かをりへ向けてのメッセージの要素もあった。
- パックンの「世界をパックンちょ！」
- 川合俊一の「あいつがターゲット」
- 「ちょい陸」（2007年8月開催の世界陸上のPRコーナー）

「ちょい陸」のコーナーは独立していて、ほぼ毎週あった。また、山縣苑子以外の番組出演者はこのコーナーには出演しない。

### 世界バレー開幕後
- 日本チームの試合結果・解説
- 日本チームの情報・特集
- 翌日以降に対戦するチームの情報・特集

## ネット局・放送時間

### TBSでの基本放送時間の変遷
- 初回～9月28日　毎週木曜深夜（金曜未明）0:25～0:55
- 10月6日～12月1日　毎週金曜深夜（土曜未明）1:25～1:55

### ネット局での放送時間
| 放送対象地域 | 放送局                    | 系列    | 放送曜日及び放送時間              | 放送日の遅れ |
| ------------ | ------------------------- | ------- | --------------------------------- | ------------ |
| 関東広域圏   | 東京放送（TBS）【製作局】 | TBS系列 | 土曜 1時25分～1時55分（金曜深夜） | ---          |
| 宮城県       | 東北放送（TBC）           | TBS系列 | 土曜 1時25分～1時55分（金曜深夜） | ---          |
| 中京広域圏   | 中部日本放送（CBC）       | TBS系列 | 土曜 1時25分～1時55分（金曜深夜） | ---          |
| 静岡県       | 静岡放送（SBS）           | TBS系列 | 土曜 1時40分～2時10分（金曜深夜） | ---          |
| 近畿広域圏   | 毎日放送（MBS）           | TBS系列 | 土曜 1時45分～2時15分（金曜深夜） | ---          |
| 北海道       | 北海道放送（HBC）         | TBS系列 | 土曜 1時50分～2時20分（金曜深夜） | ---          |
| 広島県       | 中国放送（RCC）           | TBS系列 | 火曜 1時25分～1時55分（月曜深夜） | 3日遅れ      |

- 次に挙げる局は2006年9月まで放送されていた。
  - IBC岩手放送（IBC）、テレビユー山形（TUY）、南日本放送（MBC）、琉球放送（RBC）